# El Chalate, Jalisco
El Chalate är en ort i Mexiko.   Den ligger i kommunen Mezquitic och delstaten Jalisco, i den centrala delen av landet, 600 km nordväst om huvudstaden Mexico City. El Chalate ligger 1 094 meter över havet och antalet invånare är 284.
Terrängen runt El Chalate är huvudsakligen bergig, men västerut är den kuperad. Runt El Chalate är det mycket glesbefolkat, med 4 invånare per kvadratkilometer. Närmaste större samhälle är San Andrés Cohamiata, 7,2 km nordost om El Chalate. I omgivningarna runt El Chalate växer huvudsakligen savannskog.